# Moneda

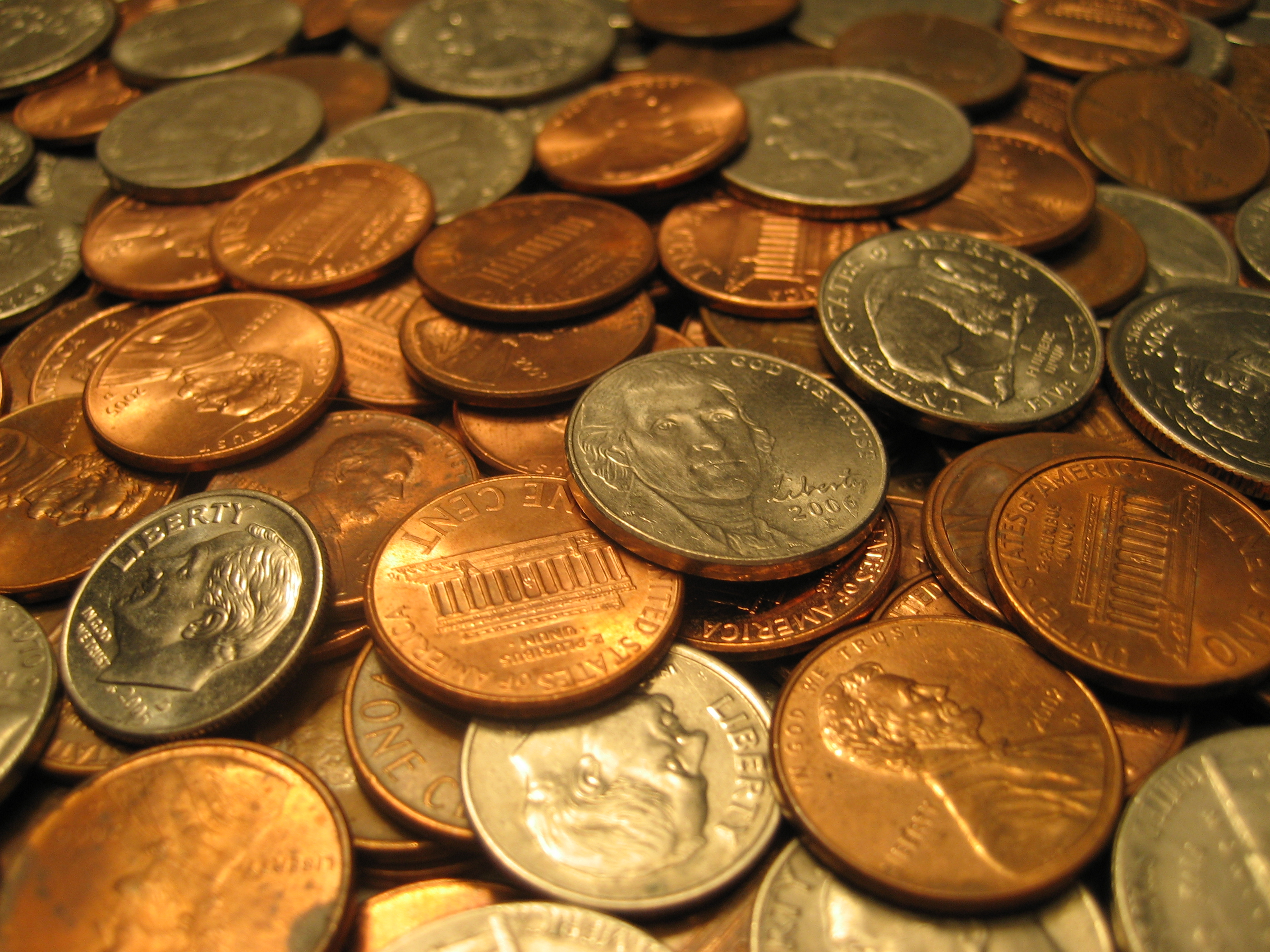
Conjunto de monedas de Estados Unidos esparcidas sobre una superficie plana, incluyendo piezas de veinticinco centavos, diez centavos, cinco centavos, y un centavo.

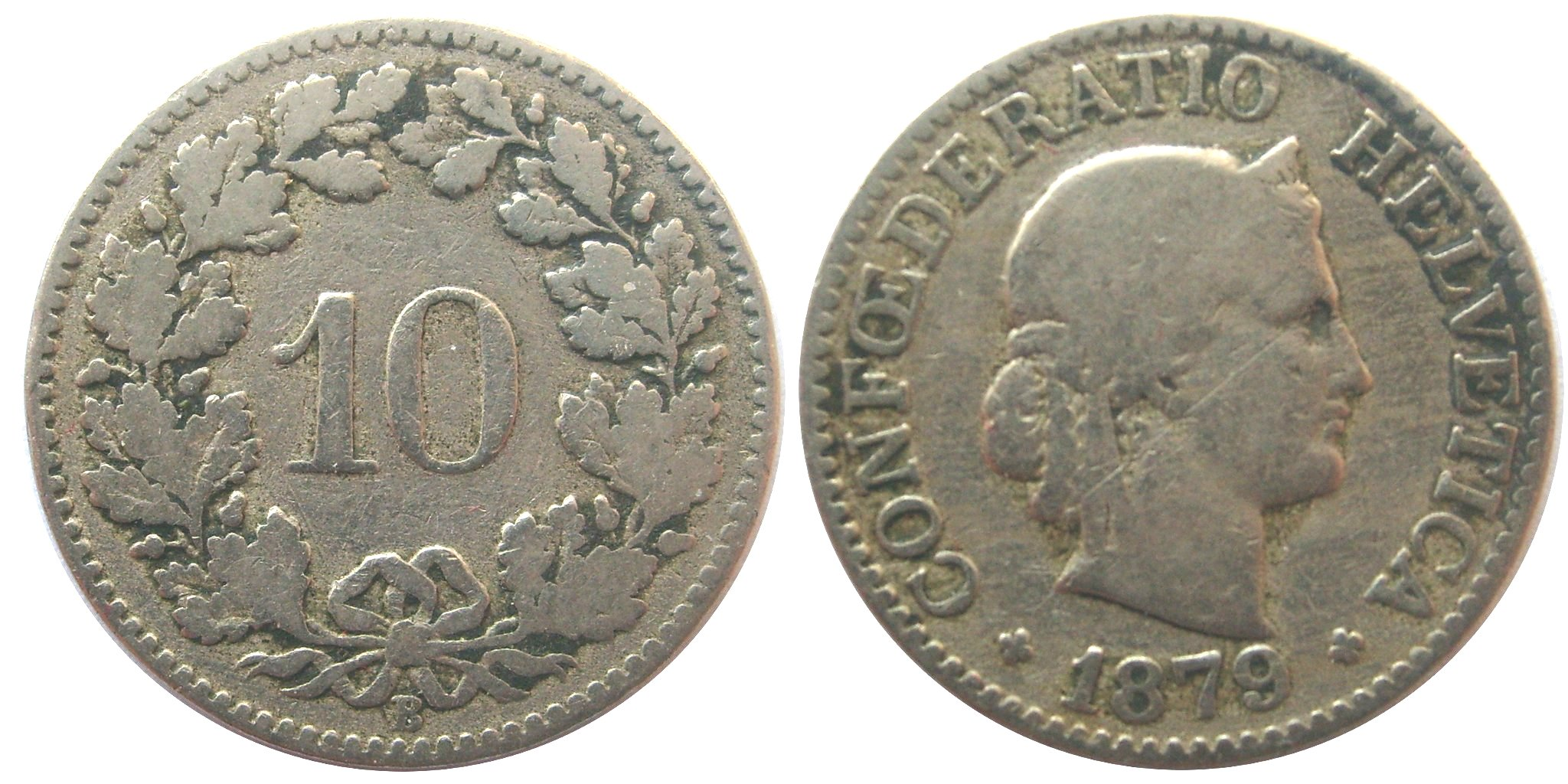
Moneda suiza de diez centavos de 1879, similar a las monedas más modernas que aún se usan oficialmente en la actualidad.

La moneda es una pieza de un material resistente, de peso y composición uniforme, normalmente de metal acuñado en forma de círculo y con los distintivos elegidos por la autoridad emisora, que se emplea como medida de cambio (dinero) por su valor legal o intrínseco y como unidad de cuenta.  También se llama moneda a la divisa de curso legal de un Estado. Su nombre en lenguas romances proviene del latín moneta, debido a que la casa en donde se acuñaban en Roma estaba anexa al templo de Juno Moneta, diosa de la Memoria, encontrándose esta actividad bajo su protección.  La ciencia que estudia y clasifica las monedas físicas, metálicas o de material similar, se denomina numismática.
El lugar donde se realiza la acuñación de monedas se conoce con el nombre de ceca o casa de moneda. El nombre proviene de una voz del árabe clásico (sikkah), que significa troquel.
Por extensión, también se considera moneda al billete o papel de curso legal.

## Historia

### Antecedentes
El trueque es el intercambio de objetos o servicios por otros equivalentes, y se diferencia de la compraventa habitual en que no intermedia el dinero en la transacción. Este sistema presentaba dificultades para las transacciones, por lo cual comenzaron a aparecer distintas formas de «mercancías-moneda» como unidad de cuenta. Estas mercancías como medio de pago tampoco eran prácticas, ya que muchas eran perecederas, y eran difíciles de acumular. Como solución se sustituyeron pronto por objetos o materiales realizados en metales preciosos. Estos metales preciosos tomaban muchas formas dependiendo del lugar, por ejemplo ladrillos (lingotes), aros, placas, polvo, navajas o cuchillos. Por razones prácticas y de uniformidad se generalizó la forma de discos de diferentes tamaños y fácilmente transportables. Nace de esta manera la moneda.
En Mohenjo-Daro y Harappa, actualmente en Pakistán, se han encontrado sellos fechados entre 2500 a. C. y 1750 a. C., pero no es seguro que hayan sido monedas. Las primeras monedas fueron acuñadas entre el siglo VII-VI a. C. y el siglo I d. C.
Ya en el año 1100 a. C. circulaban en China miniaturas de cuchillos de bronce, hachas y otras herramientas utilizadas para reemplazar a las herramientas verdaderas que servían de medio de cambio. En 1979 y 1980 fueron descubiertas algunas monedas del antiguo reino Loulan, que al parecer datan del período Mesolítico.

### Primeras monedas

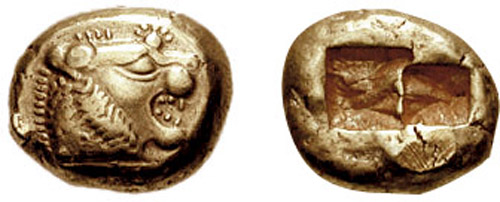
Moneda del 1/3 de Estátera: anverso y reverso.

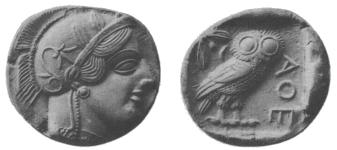
Tetradracma de Atenas, En el anverso, efigie de Atenea, diosa epónima de la ciudad. En el reverso, la lechuza de Atenas.

Las primeras monedas acuñadas con carácter oficial fueron hechas en Lidia, (hoy Turquía), un pueblo de Asia Menor, aproximadamente entre los años 680 y 560 a. C. Fue probablemente durante el reinado de Ardis de Lidia cuando los lidios empezaron a acuñar moneda, aunque algunos numismáticos han propuesto fechas anteriores o posteriores, como el reinado de Giges de Lidia o el de Creso «El Opulento». Estas acuñaciones llevan como símbolo heráldico un león representando a la Dinastía Mermnada a la cual pertenecían los reyes. La pieza fue acuñada en electrum (aleación natural de oro y plata) y con un peso de 4,75 gramos y un valor de un tercio de estátera.
Después de la experiencia de Lidia comenzaron a acuñarse monedas por orden de Darío de Persia, luego de la conquista de Lidia, y posteriormente en Grecia.
El historiador estadounidense Will Durant asegura que «Senaquerib Rey de Asiria (hacia 700 a. C.) acuñó monedas de medio siclo».
Posteriormente las monedas proliferaron rápidamente en todos los países desarrollados del mundo. Tanto los monarcas como los aristócratas, las ciudades y las instituciones empezaron a acuñar dinero con su sello identificativo para certificar la autenticidad del valor metálico de la moneda.
Algunas de las primeras monedas tenían una composición muy estable, como es el caso de la dracma emitida en Atenas en el siglo VI a. C., con un contenido en torno a los 65-67 gramos de plata fina, o como la redonda moneda china, qian, de cobre. Sin embargo, las monedas siempre se limaban o recortaban para sacar el metal precioso que contenían por lo que las autoridades que las emitían estaban tentadas a rebajar la acuñación asegurándose beneficios a corto plazo al reducir el contenido de metales preciosos. Las monedas de baja calidad de bronce o cobre eran, de hecho, dinero fiduciario cuyo valor dependía principalmente del número de monedas de oro o cobre por las que se podían intercambiar. Las monedas de oro y plata solían circular fuera del país que las emitía dado su valor intrínseco; así, el peso de plata español, cuyo material provenía de las minas del Perú y de México, se convirtió en una moneda de uso corriente en China a partir del siglo XVI.

### Expansión
Una vez creadas, las monedas originaron un sistema monetario cuyas características han permanecido, en esencia, constantes durante milenios. Uno de los cambios que ha perdurado fue la introducción, en las monedas europeas del siglo XVII, de las ranuras en los bordes con el fin de evitar que se limasen.
El papel moneda fue introducido por primera vez en China, en torno al siglo IX, como dinero en efectivo intercambiable por certificados emitidos para el gobierno de la dinastía Tang por los bancos privados. Respaldado por la potente autoridad del Estado chino, este dinero conservaba su valor en todo el imperio, evitando así la necesidad de transportar la pesada plata. Convertido en monopolio del Estado bajo la dinastía Song, el papel moneda ha pervivido durante toda la historia china a pesar de las perturbaciones causadas por los cambios políticos y de que la emisión del papel moneda no estaba respaldada ni por plata ni por otras reservas. El problema de la depreciación hizo que, a partir de entonces, se mantuviera la plata como patrón de cambio chino para las transacciones importantes.
El papel moneda apareció por primera vez en Occidente en el siglo XVI, cuando se empezaron a emitir pagarés por parte de los bancos para respaldar los depósitos monetarios de sus clientes. Estos medios de cambio proliferaron y las autoridades coloniales francesas de Canadá utilizaban naipes de juego firmados por el gobernador como promesa de pago desde 1685, ya que el envío de dinero desde Francia era muy lento.
El papel moneda se fue haciendo popular a lo largo del siglo XVIII, pero seguía siendo dinero crediticio que se emitía para respaldar los depósitos de oro o plata. El dinero fiduciario, cuando surgió, era normalmente una medida de urgencia para tiempos de guerra, como los papiros (greenback) estadounidenses. Los bancos privados fueron sustituidos paulatinamente por bancos centrales como autoridades emisoras de papel moneda.
A finales del siglo XIX la caída del valor del oro acarreó la creación de un patrón oro internacional en el que todas las monedas podían intercambiarse por oro y el valor del dinero (más que los precios) estaba fijado por la paridad de la moneda con el oro. Casi todos los gobiernos suspendieron la convertibilidad de sus monedas durante la Primera Guerra Mundial, perdiéndose todo el interés por volver a introducir el patrón oro internacional tras la Gran Depresión. El Reino Unido abandonó el patrón oro en 1931 y la transformación de las monedas mundiales a dinero fiduciario con valores fijados totalmente por la demanda del mercado culminó con el abandono de la vinculación del dólar estadounidense en 1971.

## Características de las monedas

### Nombre
Las monedas toman su nombre de diversas procedencias.
AutorPor ejemplo, los estateros cresios de Creso; los dáricos, medallas persas de Darío, los filipos, de Filipo de Macedonia. Del mismo modo, se mencionan los Filippeos los Antoninos, Aurelianos, Valerianos, Constantinos, etc., como las más modernas Felipes, Luises, Carlinos, Julios.
Imagen que llevan impresabos, noctua o mochuelo, la moneda ateniense; testudo la del Peloponeso; homéreos la de Esmirna con la efigie de Homero; ratiti que tienen la barca; victoriati las romanas con la imagen de la victoria; bigati, quadrigati, de la biga o cuadriga. Y entre las modernas, las columnarias, los florines, los ducados, los ambrosinos, los escudos. En los cistóforos aparecen magistrados o sacerdotes de Baco, de Ceres, de Proserpina con la cesta de Baco: se dio luego este nombre a todas las que llevaban tipos báquicos o eleusinos, coronas de yedra, serpientes en la cesta o fuera y se encuentran también en algunas familias romanas como la Antonia y la Claudia.:
LugarÆginæi, las de Egina, etc.; lo mismo sucede a los besantes de la Edad Media a las colombias y a las genovinas italianas.
Modo de fabricarlasv. gr. es grave las de mucho volumen y peso; serrati o ientati, las que tienen los bordes figurando escaques. De esta clase se encuentran muchos dineros de familia suponiéndose hechos para impedir la falsificación. En tal caso ¿por qué se elegía el denario y no el quinario? Además, los reyes de Siria hicieron las monedas de cobre recortadas, no existiendo por tanto ningún peligro de falsificación. Algunos magistrados tienen recortadas las monedas de un tipo y no recortadas las de otro. Los más antiguos corresponden al año 564 de Roma; los más recientes, al año 655.
Pesocomo la dracma, el óbolo, el estatero de los griegos, el siclo de los hebreos, el pondo o el as de los romanos y la libra moderna, tomada de la antigua. Para los griegos la unidad era la dracma y se llamaban didracmas o tetradracmas, las que valían dos o cuatro dracmas. Era moneda efectiva del Ática, de Egina, de Corinto, de Egipto. Los óbolos eran la sexta parte de la dracma; el estatero de plata equivalía a las tetradracmas. La mina, igual a cien dracmas y el talento, igual a sesenta minas, eran monedas efectivas.

### Propiedades de las monedas
La moneda tiene una serie de características intrínsecas que es importante conocer a los fines de poder fijar la relación que existe con otras monedas que circulan tanto dentro de un mismo estado como en otros países.
- Materiales que se emplean
- Título, fino o ley
- Liga
- El pie
- La talla
- Tolerancia
- Merma
- Valor
- Paridad monetaria

### Partes de la moneda

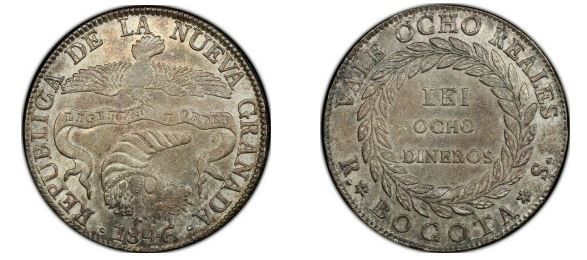
Moneda colombiana de plata de ley 0,666 (1846)

AnversoEs la cara o faz que se considera principal en las monedas y medallas por llevar el busto o efigie del rey, persona, divisa nacional o alegoría, así como la fecha de acuñación.
ReversoEs la cara secundaria donde se indica el valor monetario. Puede contener escenas sociales, históricas, religiosas, políticas, etc. Es de contenido más libre, al no contener información preestablecida, como el anverso.
CantoEs el grosor de la pieza, normalmente trabajado geométricamente. También puede presentar leyendas.
ImprontaSon las leyendas y figuras de las dos caras de la moneda.
LeyendaEs cada una de las inscripciones escritas de cada cara.
TiposSon los elementos figurativos de cada cara.
MarcaEs la letra o símbolo que indica la ceca de acuñación.
CamposSon los espacios libres y superficies lisas.
ExergoEs todo lo que queda por debajo del borde sobresaliente que aparece a veces, generalmente en el reverso, que suele contener leyendas relativas a la fecha de acuñación y otras.
Valor facialEs el adjudicado nominalmente por la ceca o entidad emisora.
GrafilaU orla, es el adorno en relieve, generalmente de puntos o de línea, que tienen las monedas en su anverso o reverso, junto al listel.
ListelEs el reborde o filete que presentan las monedas modernas, que rodea su circunferencia.
FirmasSon las acreditaciones de quienes emiten la moneda, ya sean ensayadores, gobernadores o directores de bancos.

### Clasificación de las monedas
Las monedas pueden sufrir diferentes clasificaciones:
IncusasSon aquellas piezas que solo tienen relieve por un lado y en el otro una concavidad artística o grosera. Las hay de figura globosa y por el reverso una concavidad informe o cuadrados en hueco en que luego se grabaron quizá de relieve símbolos o imágenes: otras se parecen al peso duro y a veces en el reverso se ve la misma representación del anverso, u otra semejante, aunque cóncava. Las primeras pertenecen a Asia y a Grecia Superior las segundas a la Magna Grecia reputándose todas de remotísima fecha y creyéndose que cesaron antes de la mitad del siglo V a. C. De estas monedas no las hay de bronce ni correspondientes a ciudades que cesasen de existir antes de introducirse los dos relieves. Deben, pues, suponerse posteriores a las de plata con doble relieve. Algunas aparecen así por incuria del monedero que se olvidaba de levantar la pieza ya acuñada, resultando esta de consiguiente cóncavo-convexa, y con el mismo tipo por ambos lados.
Recusas o reselladasSe llaman aquellas en que la impronta resultó doble por defecto de acuñación. Otras veces se han resellado por haber querido sustituir una impronta diversa, ya a causa de que un príncipe sucedía rápidamente al otro, ya con objeto de alterar su valor o de convertir en moneda del país una extranjera. Casi del mismo género son las contramarcadas a las cuales se añadía con posterioridad un sello de menor tamaño que el tipo: lo cual se hacía por las razones antedichas o para dedicarlas a algún uso temporáneo como el de servir de billete de entrada en ciertos espectáculos.
Restituidas o de restituciónSon las monedas de un emperador romano, acuñadas de orden de su sucesor. Trajano renovó a menudo los tipos precedentes de Claudio Augusto y Galba quizá como señal de afecto. Se conocen por las letras REST, ignorándose la verdadera razón de este hecho.
Encamisadas o bracteadasSon aquellas en que el alma de bronce o de plomo está revestida de una hoja de plata o de oro, para falsificarlas.
EmbutidasAquellas en que se ve la cara de una medalla y el reverso de otra, cruzados o soldados juntos por falsificadores.
BorradasLas que tienen el cuño gastado. Hay algunas cuyo tipo no está impreso sino en el centro de un gran círculo, a veces de oro, y que tienen un anillo para colgarlas. Otras tienen un contorno de metal más fino, puesto antes de acuñarlas, de modo que el tipo alcance a ambos.
DoradasExisten también doradas en todo o en parte, como la corona o el epígrafe; convexas por un lado y cóncavas por el otro a manera de copa, especialmente las bizantinas y de la Edad Media a que se da el nombre de esquifadas.
Según su dependencia
AutónomasSon las que un pueblo o una ciudad acuñaron sin indicio de sujeción a ningún rey ni a otro pueblo. Las ciudades y las naciones libres ponían en ellas su nombre, como ΣTPA o ΣSTPAKOΣIOΣ o ΣTPAKOIΩN. Los reyes nacionales de Sicilia del África, del resto de Europa, no permitieron poner más nombres que los suyos. En Roma, en tiempo de los cónsules y de Augusto, los jueces privativos de los monederos podían poner los suyos. Las letras S C (senatus consulto) que se ven en las monedas de cobre de la época imperial, indujeron a sospechar que el acuñarlas era atribución del Senado pero otros lo niegan y sostienen que era solo un signo para indicar que habían sido acuñadas en Roma. El derecho de colocar su nombre en las medallas se conservó a muchas regiones aun después de sometidas a Roma de suerte que no aparece allí ningún vestigio de sujeción.
OficiosasSe titularon las monedas en que un pueblo o una ciudad atestiguaban su dependencia del rey o de los emperadores; su serie parece concluir con Galieno.
RegiasSon las que muestran la dependencia. Existen pocas correspondientes a reyes europeos y menos aún a africanos; mientras que abundan las de reyes asiáticos, empezando por Alejandro I de Macedonia. Sin embargo, muchos de los antiguos monarcas macedonios no llevan la cabeza sin el título de BAΣAETΣ y parece que los primeros que colocaron en ellas su efigie fueron Gelon, Genon y otros tiranos de Siracusa. Los sucesores de Alejandro pusieron la efigie de este y quizá también la de sus antepasados.
Impropiamente se colocan entre las monedas las contorneadas. Algunos las confunden con los medallones de metal doble, es decir, contorneados por una orla de metal más fino pero propiamente son medallas de bronce de gran módulo con un surco circular en el contorno, donde suelen estar los glóbulos. Se conoce que este surco fue hecho posteriormente pues a veces corta hasta la inscripción. Son sutiles y poco elegantes discordando a menudo el anverso del reverso. Llevan varios sellos incusos, especialmente la rama de palma y el monograma £ o una R invertida, siempre es en hueco y a veces relleno de plata. No tienen fecha: parece que acuñaban solo por autoridad privada y que servían para carreras y espectáculos circenses.

### Formas de acuñación y su evolución

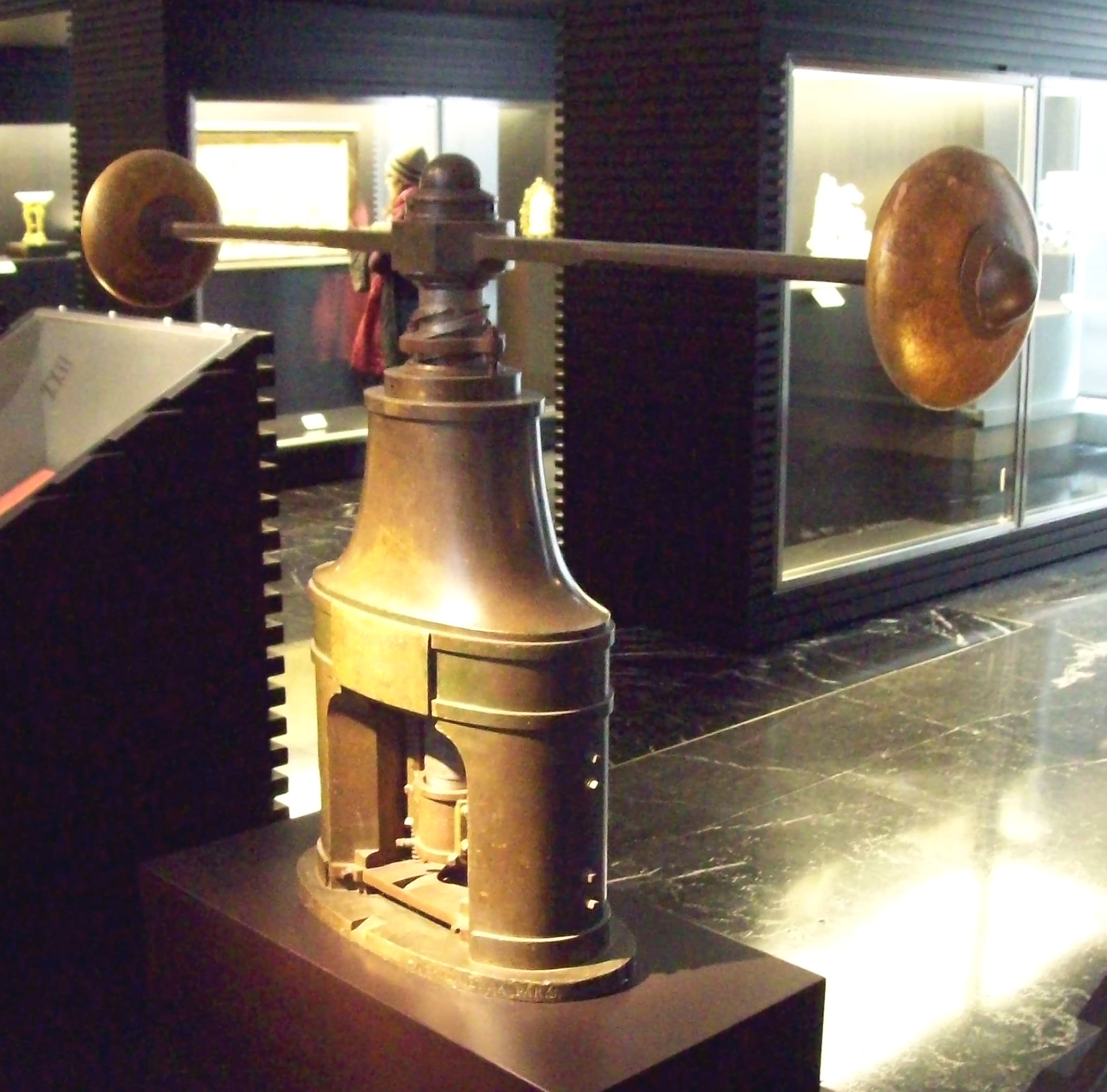
Prensa de volante francesa, usada por la Real Casa de la Moneda de España en el.

Las monedas más primitivas se acuñaban por medio de un golpe en un troquel; se grababa una marca en el anverso de una pieza de metal o cospel. El resultado eran monedas de impronta irregular y variable que reciben el nombre de "incusas" y se caracterizan porque presentan la misma imagen por los dos lados: en una en relieve y en la otra en hueco. Este procedimiento permaneció sin mayores cambios hasta el siglo XVI, y continuó utilizándose en muchas importantes cecas, como la de Potosí y México, hasta el siglo XVIII.
Una modalidad menos frecuente, que aparece en monedas de China, Japón y Vietnam, era el empleo de un molde hueco en el que se vertía el metal fundido.
Los griegos, romanos, y los reinos europeos en la Edad Media utilizaron la acuñación a martillo, sin mayores innovaciones técnicas.
Durante la Edad Media la acuñación de moneda era facultad especial del monarca, pero era frecuente que por concesión o privilegio distintas ciudades, nobles o monasterios hicieran sus propias acuñaciones.
Hacia 1500, Leonardo da Vinci diseñó una prensa mecánica que permitía acuñar simultáneamente el anverso y el reverso, para imprimir monedas, sellos y medallas en el Vaticano. El diseño nunca fue construido.
En 1550 un orfebre de Augsburgo, Max Schwab, creó una prensa de volante, que consistía en un tornillo que subía y bajaba para golpear el cuño, impulsado por un eje transversal con dos cilindros de plomo. El rey Enrique II de Francia adquirió el equipo y el grabador Antoine Brucher realizó varias pruebas en 1553. La nueva prensa sin embargo no logró implantarse debido a la oposición de los fabricantes de moneda que preferían mantener el antiguo sistema de acuñación a martillo.
El grabador e ingeniero francés Nicholas Briot (1579-1646) realizó varias mejoras a esta prensa de volante pero no pudo convencer al gobierno. Sin embargo, Briot fue bien recibido por el rey Carlos I de Inglaterra y acuñó monedas y medallas para la Royal Mint. En Francia este mismo sistema fue implantado posteriormente por su hermano, Isaac Briot.
La primera acuñación mecánica, seriada y uniforme se introdujo en 1551 en la Casa de Moneda de Hall (Tirol) utilizando un molino hidráulico de laminación. Dos grandes rodillos aplanaban el metal, utilizando el mismo procedimiento para posteriormente aplicar la impronta o motivo. Fue aplicado en muchas cecas europeas, y permaneció hasta fechas modernas para la laminación del metal, a veces en combinación con otros sistemas de impresión.
En 1686 en las cecas francesas comenzó a utilizarse la máquina diseñada por el ingeniero Jean Castaing, que permitía grabar el canto de los cospeles con un diseño o cordoncillo.
El inicio de la Revolución Industrial incentivó la aparición de varias máquinas, entre ellas la prensa patentada por el mecánico alemán Dietrich Ulhorn que permitía la acuñación uniforme a gran velocidad. Sustituía el tornillo por un juego de palanca articulada con un motor impulsado por vapor, sustituido posteriormente por la electricidad. El sistema fue posteriormente perfeccionado en 1833 por el ingeniero francés Pierre-Antoine Thonnelier. Este diseño básico, con adecuaciones y mejoras, permanece en uso hoy día.
En 1830 el ingeniero suizo Jean Pierre Droz inventó el sistema de virola partida, con lo cual se conseguía acuñar las dos caras de la moneda a la vez y también el canto. La acuñación del canto fue un factor de gran importancia ya que evitaba el robo de metal por medio de recortes. Como se expuso anteriormente en la antigüedad las monedas llevaban el cuño por ambas caras y el rey garantizaba el peso del metal de la moneda. La forma de robo consistía en recortar los rebordes y así juntar el metal que se recortaba de varias monedas para acuñar una nueva.

## Verificación de la autenticidad de una moneda metálica
Para revisar la autenticidad de las monedas, se recomienda hacer un examen al tacto, visual y comparativo.

### Examen al tacto
Al tocar una moneda se debe poner atención en:
El ensamble. En las monedas bimetálicas, el ensamble del anillo perimétrico es prácticamente perfecto, por lo que al tacto no se percibe ningún borde en su unión con el núcleo o centro de la moneda.
El canto. Este puede ser liso, estriado (serie de ranuras paralelas en el espesor o canto de la moneda), estriado discontinuo (combinación de ranuras paralelas y partes lisas) o con una ranura perimetral. Si presenta rebabas, u otras irregularidades, puede tratarse de una moneda falsa.
La textura. Una moneda debe presentar una textura lisa. En caso de sentirse resbaladiza o jabonosa, podría tratarse de una moneda fundida y en consecuencia, esa moneda es falsa.

### Examen visual
A simple vista se pueden revisar:
- El color. El color de una moneda es característico y también único. Este color se debe a que en la fabricación de la moneda se unen dos o más metales mediante fundición (proceso conocido como aleación). El color se fija cuando se funden los metales y permanece sin cambios durante toda la vida de la moneda. Las monedas mexicanas no cuentan con ningún tipo de recubrimiento, ni tienen chapa metálica ni pintura sobrepuesta, por lo tanto, no se decoloran.
- El brillo. Este se obtiene durante la acuñación de la moneda y, al igual que el color, es característico para cada aleación.
- La lisura. Las partes de la moneda que no tienen grabado debe ser lisas, uniformes y sin porosidades.
- El desgaste. Las monedas, al ser utilizadas diariamente, sufren un desgaste natural e irregular (disparejo). Si una moneda tiene un desgaste regular u homogéneo (parejo), o tiene una falta de nitidez general en el grabado, entonces puede tratarse de una moneda falsa.

### Examen comparativo
En caso de dudar de la autenticidad de una moneda, se puede comparar en su peso, diámetro y espesor, con otra de la que se tenga la seguridad de que es auténtica. Cualquier diferencia que se note en el peso, en el diámetro o en el espesor, puede indicar que se trata de una moneda falsa.

## Funciones de las monedas
Las funciones de las monedas se encuentran íntimamente relacionadas con las funciones del dinero (que es lo que representa) que se pasan a detallar:
- Medida de valor: es la medida de valor ya que el valor de las cosas puede ser representado por medio de las unidades que ella representa.
- Instrumento de adquisición directa: puesto que permite adquirir cualquier bien en función de su valor.
- Instrumento de liberación de deudas: debido a que tiene una fuerza cancelatoria de las mismas al constituirse en un medio de pago reconocido legalmente.
- Medio de atesoramiento de riquezas: se puede atesorar para necesidades futuras debido a que conserva indefinidamente su valor.

### La moneda como medio de pago
Las características que presenta la moneda como medio de pago, se pueden sintetizar en las siguientes:
- El gran valor que representa con relación a su peso y volumen.
- Reconocimiento unánime como medio de pago que impide juzgar acerca de su calidad.
- Su divisibilidad que permite fraccionar su valor en forma ilimitada.
- La dificultad de falsificación que impide la circulación de un medio de pago que no se encuentra debidamente controlado, ya que en cada país se aprueba solo una moneda a la vez.